# The final girls
The final girls és una pel·lícula de comèdia de terror estatunidenca del 2015 dirigida per Todd Strauss-Schulson i escrita per Mark Alexandre Fortin i Joshua John Miller. És protagonitzada per Taissa Farmiga i Malin Åkerman, amb les interpretacions secundàries d'Adam DeVine, Thomas Middleditch, Alia Shawkat, Alexander Ludwig i Nina Dobrev. La trama segueix un grup d'estudiants de secundària que és transportat a una pel·lícula slasher de 1986 anomenada Camp Bloodbath.
Sony Pictures Worldwide Acquisitions va comprar els drets de la pel·lícula a través de Stage 6 Films, amb Michael London i la seva companyia Groundswell Productions com a productors del llargmetratge. El rodatge va durar un mes entre l'abril i el maig del 2014, i va tenir lloc a Baton Rouge i St. Francisville.
The final girls es va estrenar el 13 de març de 2015 al festival South by Southwest. Es va estrenar als Estats Units el 9 d'octubre de 2015 mitjançant el sistema de vídeo a la carta de Stage 6 i Vertical. Va rebre crítiques generalment positives, elogiant-ne les interpretacions i l'atmosfera, així com la seva direcció, guió i homenatge al cinema de terror de la dècada del 1980

## Argument
Max Cartwright espera mentre la seva mare actriu, Amanda, fa una audició per a una pel·lícula. Quan torna, l'Amanda es lamenta que només serà coneguda com la screem queen Nancy a la pel·lícula slasher de 1986 Camp Bloodbath. De camí a casa tenen un accident de cotxe i Amanda mor.

## Producció
El 27 de febrer de 2014 es va anunciar que Malin Åkerman i Taissa Farmiga havien estat seleccionades per als dos papers principals de la pel·lícula, interpretant Amanda i Max Cartwright, respectivament. El 10 d'abril de 2014 es va saber que Thomas Middleditch, Alexander Ludwig, Nina Dobrev i Adam DeVine s'havien unit al repartiment. Alia Shawkat, Chloe Bridges i Angela Trimbur també es van unir al repartiment de la pel·lícula, interpretant la millor amiga de Max, Gertie Michaels, i els personatges de Camp Bloodbath, Paula i Tina, respectivament.
La producció de la pel·lícula va començar el 22 d'abril de 2014, amb un pressupost estimat de 4,5 milions de dòlars. Hi van treballar més de 200 extres.
La postproducció va tenir lloc a la ciutat de Nova York i l'edició addicional als estudis Sony Pictures de Culver City. El 22 de desembre de 2014, Strauss-Schulson va declarar que s'havia completat la postproducció de la pel·lícula. Segons Strauss-Schulson, la pel·lícula havia de ser qualificada PG-13 a petició de l'estudi.
A l'escena ambientada a l'estiu de 1957 uns adolescents condueixen en un Chevrolet Impala que no va començar a fabricar-se fins al 1960.
Gregory James Jenkins va compondre la música de la pel·lícula, després d'haver escrit la música de dos dels curtmetratges de Strauss-Schulson i del llargmetratge de debut A Very Harold &amp; Kumar 3D Christmas (2011). En paraules de Jenkins: «un dels reptes més grans va ser intentar crear una ambientació que estigués impregnada de la dècada del 1980 mentre intentava aportar-hi alguna cosa nova. Aquesta no és una partitura de pel·lícula típica, ja que es basa principalment en música electrònica amb l'ús de sintetitzadors analògics». The Final Girls: Original Motion Picture Soundtrack va publicar-se mitjançant descàrrega digital el 13 de novembre de 2015 a través de Varèse Sarabande, abans de la publicació d'un CD físic al desembre.
La pel·lícula també es va projectar al Festival Internacional de Cinema de Toronto el 19 de setembre de 2015 i al XLVIII Festival Internacional de Cinema Fantàstic de Catalunya el 12 d'octubre de 2015, on va rebre el Premi Especial del Jurat i el premi al millor guió.